# 威海衛之戰
威海卫之战，又称威海卫海战，是1895年日本帝国军队為了殲滅清朝北洋水师而进行的战役。此战为中日甲午战争之关键， 結果日军攻占威海卫，清朝北洋水师全军覆没。日军完全控制渤海湾，严重威胁京畿。

## 戰鬥序列

### 日軍

#### 陸軍
第2軍:52
- 第2師團
- 第6师团

#### 联合舰队
- 本队[1]:53
  - 防護巡洋艦：松岛、严岛、桥立、千代田
- 第一游击队
  - 防護巡洋艦：吉野、浪速、高千穂、秋津洲
- 第二分队
  - 鐵甲艦：扶桑、比叡（日语：比叡 (コルベット)）、金剛
  - 無防護巡洋艦：高雄（英语：Japanese cruiser Takao (1888)）
- 第三分队
  - 無防護巡洋艦：筑紫
  - 風帆戰船：葛城（英语：Japanese corvette Katsuragi）、大和、武藏（英语：Japanese corvette Musashi）、天龍（英语：Japanese corvette Tenryū）
- 第四分隊
  - 砲艇：赤城（日语：赤城 (砲艦)）、摩耶（英语：Japanese gunboat Maya）、大島（英语：Japanese gunboat Ōshima）、鳥海（英语：Japanese gunboat Chōkai）、愛宕（英语：Japanese gunboat Atago）
- 未編隊：四艘小型風帆戰船
- 魚雷艇:
  - 第一中隊：小鷹（英语：Japanese torpedo boat Kotaka），第7（日语：第五号型水雷艇）、11、13、23號（日语：第二十二号型水雷艇）
  - 第二中隊：第8（日语：第五号型水雷艇）、9、14、18、19、21號（日语：第二十一号型水雷艇）
  - 第三中隊：第5（日语：第五号型水雷艇）、6、10、22號（日语：第二十二号型水雷艇）

### 清軍
清军分属两个系统：一是直隶总督兼北洋大臣李鸿章的北洋系，包括丁汝昌提督的北洋海军，戴宗骞、张文宣统领的绥军、巩军、护军，以及张金彪所带嵩武军。北洋系除张金彪部驻烟台，其余驻威海卫。二是山东巡抚李秉衡的“东军”，即山东部队，包括山東半岛原驻军及战前和战時招募的新兵。驻威海卫之外的山东半岛沿海。

#### 陸軍
- 劉公島、日島：1,500人
- 威海衛北帮炮台：3,000人
- 威海衛南帮砲台：3,000人

## 戰役過程
威海卫刘公岛为北洋水师提督衙门所在，被视为海军根本。周边筑有炮台多座，甚为坚固。日军攻占旅顺之后，成立由约二万五千人组成的山东作战军，即第二军，由大山巖指挥。日军先發動佯攻，於1895年1月18、19日砲擊威海卫以西的登州。
1895年1月19日，第二軍从大连乘船出發，由八重山號巡洋艦帶頭，聯合艦隊的本隊、第二分隊與第一魚雷艇中隊於20日抵達威海衛以東50公里的荣成湾龙须岛，掩護運兵船上的日軍登陆，300名清軍以四門砲迎戰，但在八重山號砲擊後潰散，日軍順利登陸，之後兵分兩路，第6師團為右路，沿海前進，第2師團為左路，沿離海4英里的道路前進，包抄威海衛後路。聯合艦隊的第一游擊隊與第二、第三魚雷艇中隊則監視威海衛北洋水師的動靜。:53-54同日伊东祐亨修書北洋水师提督丁汝昌勸降，由英國的中國艦隊總司令埃德蒙·佛萊曼特上將轉交，丁未作答覆。日军第6師團於1月30日分三路進攻南帮炮台，首先进攻摩天岭，总兵刘超佩统率巩字军防守。日军少将大寺安纯於摩天岭被舰砲击毙，是日軍在甲午戰爭中軍階最高的陣亡者。日军攻占南帮陆路炮台后，立即开始对南帮龙庙嘴、鹿角嘴、皂埠嘴3座海岸炮台进行海陆夹击。刘超佩逃跑，南帮海岸炮台也失守。2月1日，北帮炮台失守；守将戴宗骞退至刘公岛上后自尽。2月2日，威海卫城陷落。自此，威海陆地尽失。
1895年1月19日，第二軍从大连乘船出發，由八重山號巡洋艦帶頭，聯合艦隊的本隊、第二分隊與第一魚雷艇中隊於20日抵達威海衛以東50公里的荣成湾龙须岛，掩護運兵船上的日軍登陆，300名清軍以四門砲迎戰，但在八重山號砲擊後潰散，日軍順利登陸，之後兵分兩路，第6師團為右路，沿海前進，第2師團為左路，沿離海4英里的道路前進，包抄威海衛後路。聯合艦隊的第一游擊隊與第二、第三魚雷艇中隊則監視威海衛北洋水師的動靜。:53-54同日伊东祐亨修書北洋水师提督丁汝昌勸降，由英國的中國艦隊總司令埃德蒙·佛萊曼特上將轉交，丁未作答覆。日军第6師團於1月30日分三路進攻，南岸炮台失守。2月1日，北岸炮台失守；守将戴宗骞退至刘公岛上后自尽。2月2日，威海卫城陷落。自此，威海陆地尽失。

《威海陷落北洋艦隊提督丁汝昌投降图》右田年英画。此图为假想图，实际上丁汝昌在鎮遠艦上自尽

之后日军对依托刘公岛的北洋水师进行水陆夹攻。日陆军修复七门原南岸炮台的克虏伯炮，并对港内北洋军舰轰击。日海军鱼雷艇多次夜袭。2月5日，定远中雷搁浅。提督旗移于靖远。2月6日，来远被击沉。镇远战前背伤以至不能出海。北洋水师已名存实亡。2月7日，日本海军发动总攻，后北洋鱼雷艇管带王平率鱼雷艇队出逃，多被击沉。2月9日，南岸炮弹命中靖远；靖远搁浅后被丁汝昌下令击沉。清軍由於遭到水陸夾擊，援軍不至，表示不想繼續戰鬥。瑞乃爾（Theodore H. Schnell）、戴樂爾、克爾克（W. Kirk）醫生與牛昶昞、馬復恆兩位道台商量，同意投降是防止士兵譁變的最好方法。瑞乃爾與戴樂爾到旗艦上去見北洋水师提督丁汝昌與馬格祿，表示應該盡量戰鬥，但如果士兵不願作戰，投降是正當的。丁說：「我當然會救兵勇們的性命，我也認為你們建議的是唯一可行之途，但在我實行這一步驟前我必須得先死。」2月11日，丁汝昌服鸦片自杀，至次日死亡。威海卫水陆营务处候选道牛昶眪把丁汝昌大印交给了美籍洋员浩威（George Howie），假借丁汝昌的名义投降，浩威亲自起草降书。时任北洋舰队最高军官杨用霖以及北洋护军统领张文宣先后自杀殉国，降书由广丙舰管带程璧光乘船交付日军。2月14日，牛昶昞签订《威海降约》。北洋水师镇远、济远、平远、广丙、镇东、镇西、镇南、镇北、镇中、镇边等10艘舰船皆被编入日本海军。仅练习舰康济号由萨镇冰驾驶，载丁汝昌、刘步蟾、杨用霖、张文宣等人灵柩返回烟台。至此，北洋水师全军覆没，威海卫之战结束。

## 外部連結
- 威海衛之戰地圖。取材自Herbert Wringley Wilson. . 1897. ASIN B00MXF8W3W.
- 洋員戴樂爾亲身经历 William Ferdinand Tyler. . Constable & Company, Limited. 1929年 （英语）.